# Wala van Corbie
Wala van Corbie (ook  Walacho) (rond. 755 - Bobbio, 31 augustus 836) was een van belangrijkste adviseurs van zijn neef koning/keizer Karel de Grote, diens zoon Lodewijk de Vrome en zijn zoon Lotharius I.

## Vroege carrière
Wala van Corbie was de zoon van Bernard, een zoon van Karel Martel, en een Saksische vrouw. Wala Hij was gehuwd met Rothlindis (Nederlands: Rodlinde), een dochter van Sint-Willem met de Hoorn, een legendarische middeleeuwse persoon. Deze was hertog van Aquitanië, graaf van Toulouse en ook de eerste graaf van Orange. Het lijkt erop dat Wala in 791 deel nam aan de opstand van Pepijn met de Bult; als gevolg hiervan werd hij verbannen maar keerde snel in de gunst terug van Karel de Grote en hij mocht terugkeren naar het hof. Zijn rol werd na de keizerlijke kroning (800) aanzienlijk. Wala versloeg herhaaldelijk de Saksen en in het jaar 812 versloeg hij een moslimvloot. Wala was benoemd tot graaf van Saksen en werd in het jaar 811 benoemd als paltsgraaf. Vervolgens werd hij samen met zijn halfbroer Adalardus in 812 door Karel de Grote naar Italië gestuurd om op te treden als adviseur van onderkoning Bernard van Italië.

## Weggezuiverd
Na het overlijden van zijn vrouw Rothlindis en als onderdeel van een zuivering van het paleis van rivalen en medestanders werd hij in 814 na de dood van Karel de Grote door zijn opvolger Lodewijk de Vrome gedwongen om tot de Abdij van Corbie toe te treden. In 816 kreeg hij samen met zijn halfbroer Adalardus de verantwoordelijkheid van de organisatie van het beheer van het klooster van Herford. Deze was kort daarvoor, door een beslissing van de Raad van Aken overgegaan in handen van Lodewijk de Vrome. In de jaren twintig van de negende eeuw groeide Wala uit tot een sterke tegenstander van de koninklijke/keizerlijke controle van de kerkelijke beneficiën.

## 822 - Terug aan het hof
In het jaar 822 was hij echter terug aan het hof en werd hij benoemd als adviseur. Volgens Radbertus Paschasius beweerde Wala een keer dat het "leger van geestelijken" (dat wil zeggen kapelaans), woonachtig op het paleis in Aken (en misschien meereizend met de keizer) alleen hun persoonlijk gewin dienden en dat zij geen legitieme kerkelijke instelling vormden..

## Abt van Corbie
In 826 of 827 volgde hij zijn halfbroer Adalardus van Corbie op als abt van de Abdij van Corbie en van de Abdij van Corvey. Deze laatste abdij had hij samen met zijn broer Adalardus in 822 heropgericht. In 831 verliet Wala de abdij van Corbie en in 834 werd hij abt van de Abdij van Bobbio, waar hij in 836 is overleden en begraven.

## Voetnoten
1. ↑  McKitterick, 134.
2. ↑  McKitterick, 118.
3. ↑  McKitterick, 122.
4. ↑  McKitterick, 85.